# 罗平 (1965年)
罗平（1965年2月—），女，汉族，安徽巢湖人，2003年5月加入九三学社，中华人民共和国政治人物，第十一、十二届全国人大代表。

## 生平
1984年6月毕业于安徽师范大学物理系，同年分配至巢湖师专（现巢湖学院）工作，历任助教、讲师、副教授。其间，1986年9月至1987年6月，在中国科学技术大学理论物理研究生班学习。1991年9月至1992年6月，在中国科学技术大学物理学史研究生班学习。1997年9月至2000年6月，在中国科学技术大学科学史与科技考古系学习，获博士学位。2000年7月至2004年12月，历任巢湖师专系副主任、系主任、副校长，巢湖学院院长助理。2005年1月至2011年8月，任巢湖市人民政府副市长。其间，2007年10月至2009年10月，在长江商学院EMBA学习，获EMBA硕士学位。2011年10月，任安徽省科技厅副厅长。
2018年2月24日，当选为第十三届全国人大代表。2019年11月，任安徽省科学技术厅厅长。2023年2月，当选为第十四届全国人大代表。2023年12月，当选九三学社安徽省第十二届委员会主任委员。2024年1月，当选十三届安徽省政协副主席。

## 社会兼职
九三学社第十四届中央委员会委员，九三学社中央科技专门委员会委员，九三学社中央促进技术创新工作委员会委员，九三学社安徽省第十二届委员会主委。